# Ixodes diomedeae
Ixodes diomedeae este o specie de căpușe din genul Ixodes, familia Ixodidae, descrisă de Joseph Charles Arthur în anul 1958. Conform Catalogue of Life specia Ixodes diomedeae nu are subspecii cunoscute.